# Mtwara
Mtwara je grad i luka na krajnjem jugoistoku Tanzanije, sjedište istoimene regije. Nalazi se na obali Indijskog oceana, 35 km od granice s Mozambikom. Osnovne gospodarske djelatnosti su poljoprivreda (posebice uzgoj kikirikija), ribarstvo i turizam (popularno područje za ronjenje i podvodni ribolov). U gradu se nalazi crkva Sv. Pavla, koju su podigli i muralima ukrasili njemački svećenici.
Godine 2002. Mtwara je imala 79.277 stanovnika.

## Vanjske poveznice
- Mtwara na stranici Turističke zajednice Tanzanije  Arhivirana inačica izvorne stranice od 27. rujna 2007. (Wayback Machine) (engl.)